# Monumento à Baía dos Porcos
O Monumento à Baía dos Porcos é um monumento em homenagem aos mortos na Invasão da Baía dos Porcos em Pequena Havana, Miami, na Flórida. Seus nomes estão gravados no monumento e há uma chama eterna no topo. O monumento foi inaugurado em 17 de abril de 1971 por "várias centenas de exilados cubanos", bem como pelo prefeito de Miami, David T. Kennedy, e pelo então senador Lawton Chiles. O presidente Richard Nixon "transmitiu seus melhores votos" para a ocasião.